# 太平洋聯合學院
太平洋聯合學院 （英文：Pacific Union College，縮寫：PUC）是一所位於美國加州安文 (加利福尼亞州)的私立基督復臨安息日會文理學院。這間學院是納帕谷唯一的一所四年制學院，也是在加州成立年份第十二古老的高等教育學院。這間學院的組成大多數是大學生，而大部份的大學生四年都是住在學校宿舍。

## 歷史

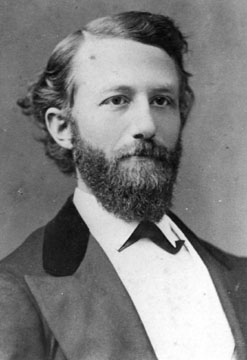
太平洋聯合學院第一任院長[https://en.wikipedia.org/wiki/Sidney_Brownsberger 席德尼布朗斯伯格

### 1882年–～1908年
1882年，太平洋聯合學院在索诺玛县內的希爾茲堡 (加利福尼亞州)成立時名為希爾茲堡學院(Healdsburg Academy)。

## 學術
- 根據2025年美國新聞與世界報導，太平洋聯合學院在美國區域性大學西區排名第13名[4]。

### 認證
太平洋聯合學院被西部學校和學院協會所認證。

## 校園

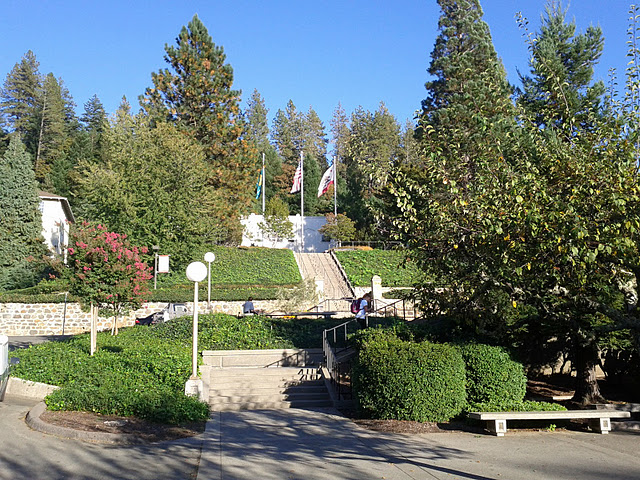
學院一景

太平洋聯合學院位於安文 (加利福尼亞州)，在霍韋爾芒廷 (加利福尼亞州)上可以俯瞰納帕谷。

## 學生生活
學生與教師的比例是13:1。最有名的科系是企管、護理、生物學和社工心理學。太平洋聯合學院有超過50個學生社團。

## 外部連結
- 太平洋聯合學院官方網站（页面存档备份，存于）